# Головне в Україні
«Головне в Україні» — це незалежне українське інтернет-видання, яке висвітлює ключові події політичного, економічного та суспільного життя України та світу.

## Історія
Інтернет-видання розпочало роботу 19 грудня 2007 року під назвою «Главное» як окремий підрозділ однойменної щотижневої газети (головний редактор — заслужений журналіст України Євген Маслов).
На початку «Главное» позиціонувалося як регіональне видання, орієнтоване на Харків та область. З часом воно перетворилося на одну з провідних платформ України, що висвітлює події у сфері політики, бізнесу, технологій та культури.

## Переслідування редакції
У період президентства Віктора Януковича (2010—2014) редакція видання зазнала тиску з боку правоохоронних органів.
7 липня 2011 року близько 15 бійців «Беркута» та кілька співробітників у цивільному провели обшук у приміщенні редакції. У серпні 2012 року відбувся повторний обшук із конфіскацією техніки та спробами припинити діяльність журналістів.
Тодішній Харківський міський голова Геннадій Кернес прокоментував ці події, назвавши редакцію «кишеньковим ЗМІ», що, на його думку, не повинно заважати роботі правоохоронних органів.

## Участь у проєктах
З 2007 по 2014 рік видання виступало інформаційним партнером низки культурних і громадських заходів, серед яких:
- етнофестиваль «Печенізьке поле» (Харківська область)[7];
- Міжнародний фестиваль фантастики «Зоряний міст» (м. Харків)[8];
- етнофестиваль «Співочі тераси» (с. Городнє, Краснокутський район, Харківська область)[9].

## Під час Революції Гідності та війни на сході України
У період Євромайдану (2013—2014) видання активно висвітлювало події протестів. У зв'язку з цим 1 серпня 2014 року «Главное» було заблоковано Роскомнадзором та внесено до реєстру заборонених сайтів у Російській Федерації, включно з тимчасово окупованими територіями України та Білоруссю.
Журналісти видання працювали у найгарячіших точках бойових дій на сході України, створивши проєкти «АТОграф» та «Герої АТО», які розповідали про українських захисників та захисниць.
У 2022 році, після повномасштабного вторгнення Росії в Україну, видання було реорганізоване та отримало нову назву — «Головне в Україні».

## Сучасність
До 2022 року видання було російськомовним. З липня 2022 року сайт став двомовним, а основною мовою стала українська. З жовтня 2024 року було запущено англомовну версію.
На кінець 2024 року архів сайту містить понад 500 тисяч новин. 